# José Luis Talamillo

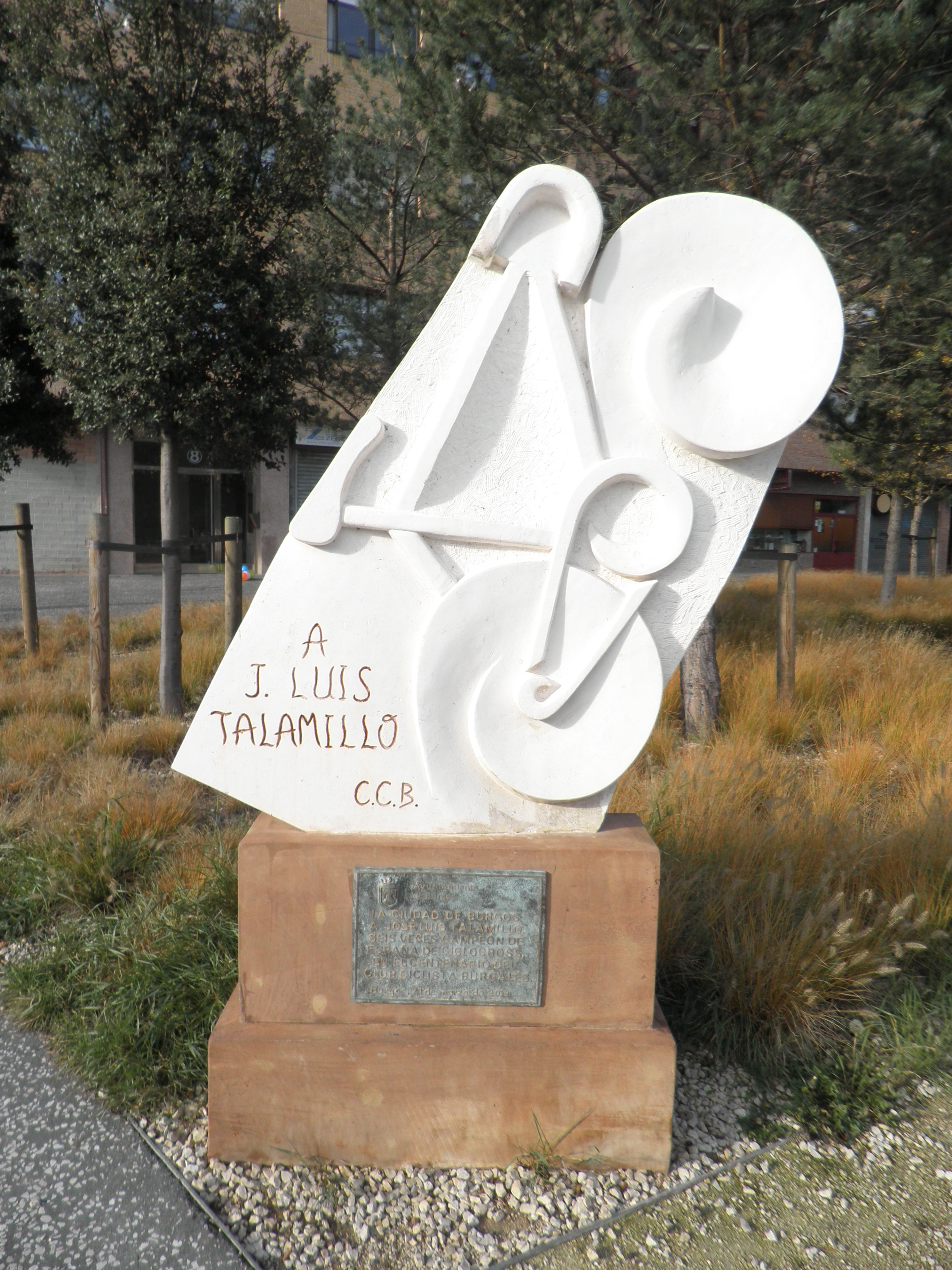
Denkmal für José Luis Talamillo in Burgos

José Luis Talamillo Huidobro (* 6. Juli 1933 in Burgos; † 31. Dezember 1965 ebenda) war ein spanischer Radrennfahrer und nationaler Meister im Radsport.

## Sportliche Laufbahn
Talamillo war 1956 zunächst Unabhängiger, ab 1957 bis 1965 Berufsfahrer.
Tamalillo dominierte das Querfeldeinrennen (heutige Bezeichnung Cyclosport) in Spanien über einige Jahre. 1958 wurde er in dieser Disziplin nationaler Meister. 1959 und 1960 verteidigte er seinen Titel erfolgreich. Nachdem er 1961 Vize-Meister hinter Amelio Mendijur wurde, konnte er die Meisterschaft 1962, 1963 und 1965 wieder für sich entscheiden. An den UCI-Weltmeisterschaften nahm er mehrfach teil. Seine beste Platzierung war der 8. Rang 1961.
Talamillo war auch im Straßenradsport erfolgreich. 1958 siegte er im Eintagesrennen Grand Premio Mugica und im Grand Premio Villafranca de Ordizia (heute Clásica de Ordizia). 1964 wurde er Vize-Meister im Straßenrennen hinter dem Sieger Julio Jiminez. 1965 siegte er im Etappenrennen Setmana Catalana de Ciclisme vor Antonio Bertrán. Die Vuelta a España fuhr er fünfmal, sein bestes Ergebnis in der Gesamtwertung war der 16. Platz 1959. Im Giro d’Italia 1964 wurde er 59.
Er verunglückte am 31. Dezember 1965 beim Training durch einen Autounfall tödlich. 

## Ehrungen
2001 wurde ein Sportzentrum mit seinem Namen in Burgos eröffnet. 2013 wurde ihm zu Ehren eine Skulptur in seiner Heimatstadt errichtet.